# Micro-fusée

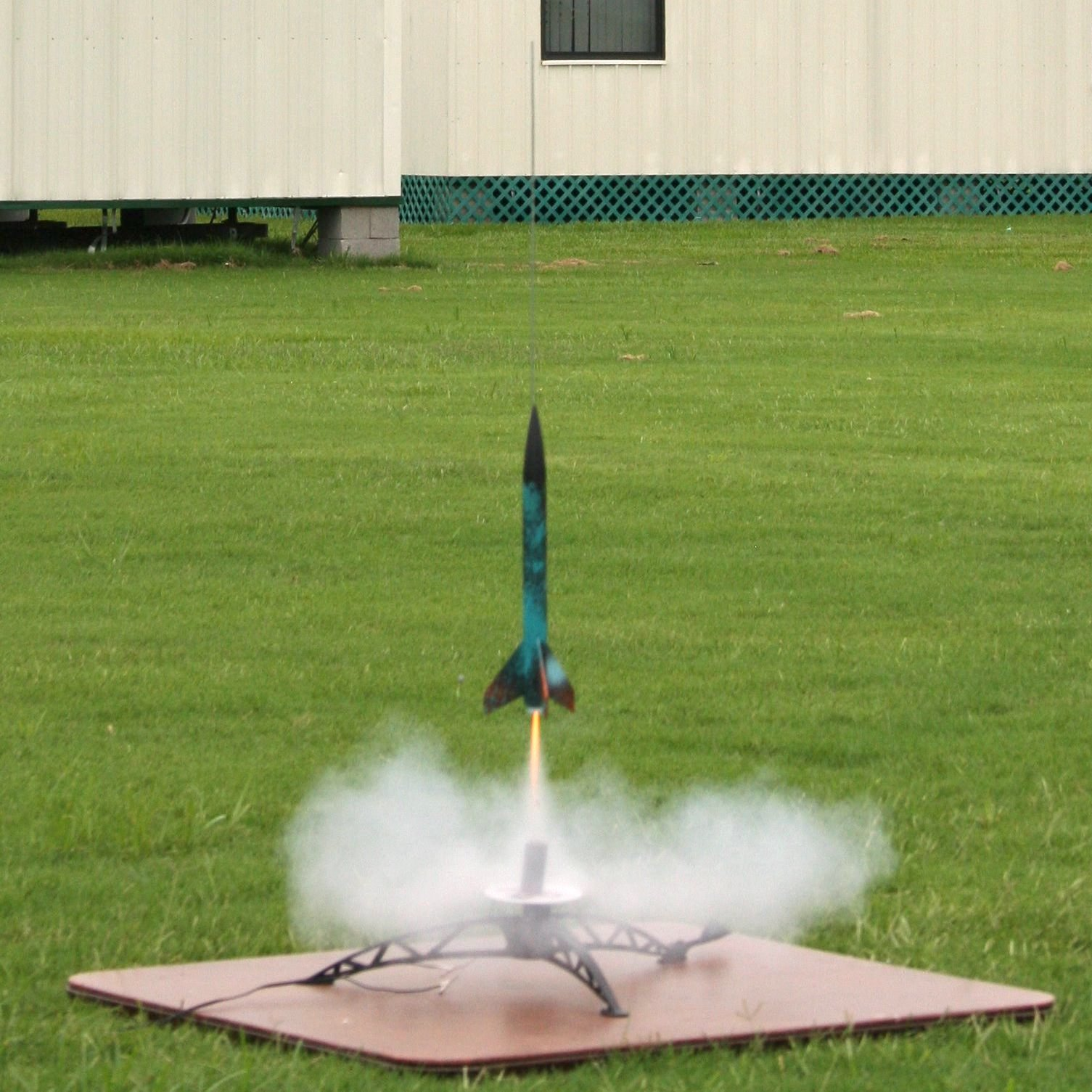
Un modèle typique de micro fusée lors de son décollage

Une micro-fusée (ou microfusée) est une fusée miniature expérimentale qui permet de s’initier sans danger aux paramètres qui régissent le vol d’une fusée. Elles sont propulsées par un propulseur à poudre de faible puissance, ainsi catégorisé dans la classe « micro-moteur ».
Les micro fusées peuvent s’élever jusqu’à 200 mètres d’altitude avant de redescendre au sol avec ou sans parachute. Ainsi, en toute sécurité, différents modèles de fusées peuvent être testés pour comprendre, par la pratique, les lois de l’aérodynamique.

## Propulsion
Les fusées sont propulsées par le principe d'action-réaction en brûlant de la poudre embarquée dans des propulseurs.
Il existe différents types de propulseurs (A,B,C homologué en France).

## Allumage
L'allumage se fait à l'aide d'une ligne de lancement. Une ligne de lancement est composée d'un pupitre (avec interrupteur on/off, emplacement pour la clef de sécurité, et bouton de lancement), et d'un boitier relais placé à côté de la fusée. Lors de la mise à feu, le boitier relais fournit une impulsion électrique.
L'allumage peut se faire grâce à du fil résistif (il fondra sous l'impulsion électrique) ou grâce à des allumeurs (petite tige de cuivre avec une perle de poudre au bout s'enflammant grâce à l'impulsion électrique).

## Zone de lancement
Pour le lancement il faut placer la microfusée dans un endroit dégagé. Le lancement se fait toujours face au vent, dans un endroit pas trop sec (afin d'éviter les risques d'incendies). Le public doit respecter une distance de sécurité de 30 mètres. 

## Autorisation
En France, les fusées à poudre sont restreintes aux micro-moteurs A, B, C. Il faut une autorisation du propriétaire du terrain (assurance). Une ancienne directive imposait par le passé un agrément délivré par des associations reconnues (Planète science). La fusée doit obligatoirement être munie d'un système de ralentissement (parachute ou banderole). Il est interdit de faire voler des organismes vivants.